# Cherala Srimangala, Somvarpet
Cherala Srimangala là một làng thuộc tehsil Somvarpet, huyện Kodagu, bang Karnataka, Ấn Độ.